# Dobrodzień
Dobrodzień (« Bonjour » ; en allemand : Guttentag) est une ville de Pologne, située dans le sud du pays, dans la voïvodie d'Opole. Elle est le siège de la gmina de Dobrodzień, dans le powiat d'Olesno.

## Géographie
La ville se situe dans la région historique de Haute-Silésie, à environ 15 kilomètres au sud d'Olesno et à 35 kilomètres à l'est d'Opole.

## Histoire

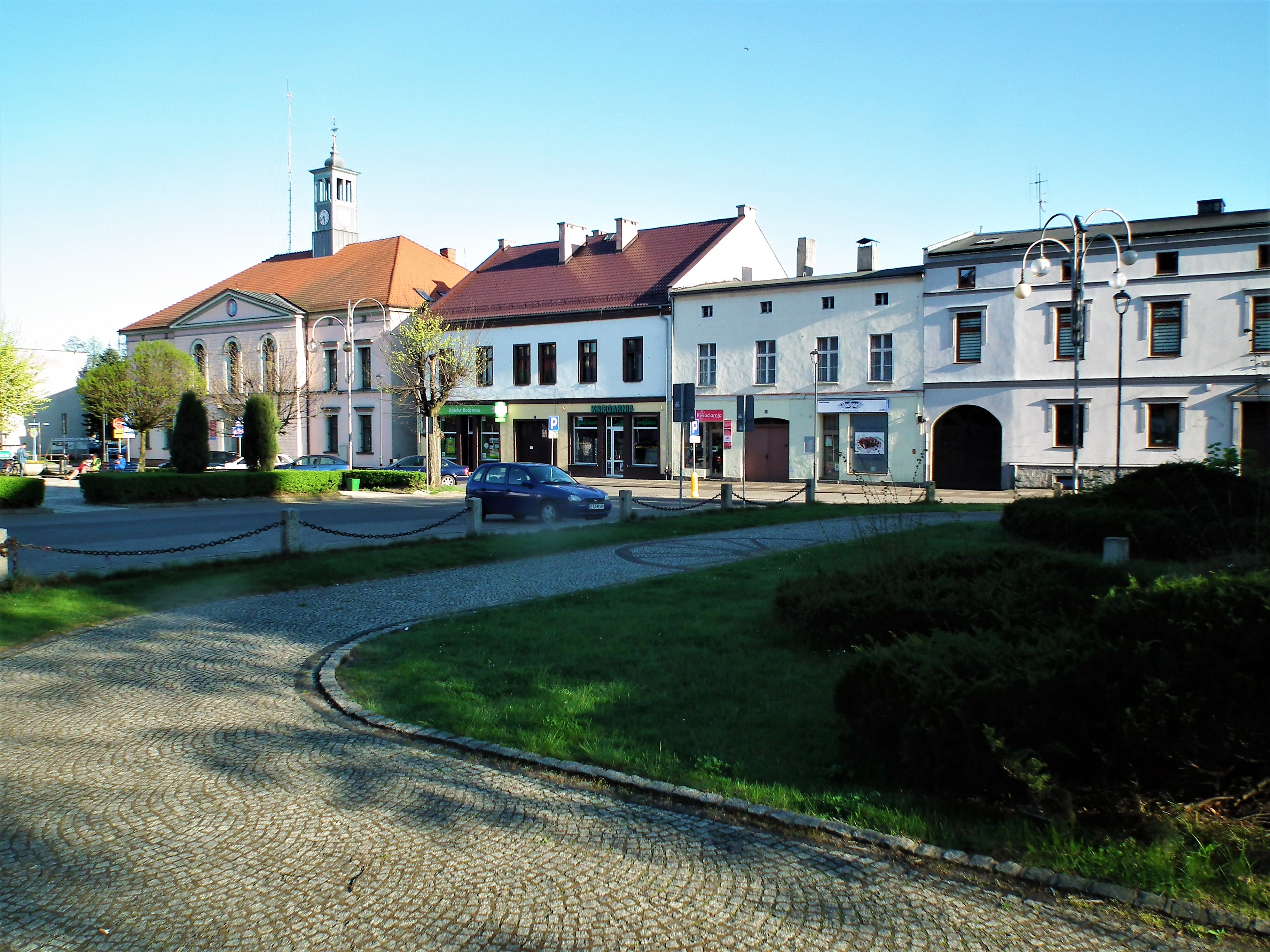
Place du marché.

La localité de Dobrosin, dans le duché d'Opole, est mentionnée pour la première fois en 1279. Le 5 avril 1327, le duc Bolko II, de la maison Piast, rend hommage au roi Jean Ier et devint un vassal de la couronne de Bohême. Le lieu a reçu la loi municipale selon le droit de Magdebourg en 1384. Dès 1526, tous les pays de la couronne de Bohême appartenaient à la monarchie de Habsbourg.
Après la première guerre de Silésie, en 1742, le pays est annexé de fait par le royaume de Prusse. En 1813, la ville est incorporée dans l'arrondissement de Lublinitz dans le district d'Oppeln au sein de la Silésie prussienne. Après la Première Guerre mondiale et la plébiscite de Haute-Silésie de 1921, elle est restée sous l'administration allemande. En 1939, Guttentag est devenu une importante tête de pont stratégique des forces terrestres de la Wehrmacht qui sont rassemblées aux frontières pour envahir la Pologne. Vers la fin de la Seconde Guerre mondiale, en janvier 1945, la ville fut conquise par l'Armée rouge puis rattachée à la république de Pologne. 
Bien que la majeure partie de la population germanophone restante était expulsée après la guerre, il y en a encore une minorité allemande.

## Jumelages
La ville de Dobrodzień est jumelée avec :
- Haan (Allemagne) depuis 2004
- Tchortkiv (Ukraine)

## Personnalités liées à la ville
- Bernhard Heinrich von Bornstedt (1693-1752), général